# ライヴ! (ブラインド・ガーディアンのアルバム)
『ライヴ!』（原題：Live）は、ドイツのヘヴィメタルバンド、ブラインド・ガーディアンが2003年に発表したライブ・アルバム。バンドにとって『トーキョー・テイルズ』（1993年）以来10年振りとなるライブ・アルバムで、2枚組CDとして発売された。
スタジオ・アルバム『ナイト・アット・ジ・オペラ』（2002年）の発表に伴うワールド・ツアーで、バンドはオランダ、ベルギー、スイス、ドイツ、ギリシャ、ロシア、フランス、スペイン、イタリア、日本、ブラジル、チリ、イングランド、スウェーデン、フィンランド、トルコ、オーストリア、ハンガリー、アメリカ、カナダを回った。本作では東京、ストックホルム、リヒテンフェルス、ヴェニス、デュッセルドルフ、ミラノ、フィレンツェ、バルセロナ、サン・セバスティアン、アビレス、マドリード、グラナダ、バレンシア、ブレーメン、モスクワ、ハンブルク、ベルリン、ミュンヘン、シュトゥットガルトの公演で録音されたライブ音源を使用している。
ミキシングは、チャーリー・バウアーファイントによって2003年4月に行われた。

## 収録曲

### ディスク1
1. ウォー・オブ・ラス - War of Wrath - 1:55
  - アルバム『ナイトフォール・イン・ミドル・アース』（1998年）より。
2. イントゥ・ザ・ストーム - Into the Storm - 4:52
  - アルバム『ナイトフォール・イン・ミドル・アース』より。
3. ウェルカム・トゥ・ダイング - Welcome to Dying - 5:29
  - アルバム『テイルズ・フロム・ザ・トワイライト・ワールド』（1990年）より。
4. ナイトフォール - Nightfall - 6:20
  - アルバム『ナイトフォール・イン・ミドル・アース』より。
5. スクリプト・フォー・マイ・レクイエム - The Script for My Requiem - 6:38
  - アルバム『イマジネーションズ・フロム・ジ・アザー・サイド』（1995年）より。
6. ハーヴェスト・オブ・ソロウ - Harvest of Sorrow - 3:56
  - アルバム『ナイト・アット・ジ・オペラ』（2002年）のボーナス・トラック。
7. ソウルフォージド - The Soulforged - 6:02
  - アルバム『ナイト・アット・ジ・オペラ』より。
8. ヴァルハラ - Valhalla - 8:13
  - アルバム『フォロー・ザ・ブラインド』（1989年）より。
9. マジェスティ - Majesty - 8:19
  - アルバム『バタリアンズ・オブ・フィア』（1988年）より。
10. モードレッズ・ソング - Mordred's Song - 6:46
  - アルバム『イマジネーションズ・フロム・ジ・アザー・サイド』より。
11. ボーン・イン・ア・モーニング・ホール - Born in a Mourning Hall - 5:57
  - アルバム『イマジネーションズ・フロム・ジ・アザー・サイド』より。

### ディスク2
1. アンダー・ジ・アイス - Under the Ice - 6:16
  - アルバム『ナイト・アット・ジ・オペラ』より。
2. ブライト・アイズ - Bright Eyes - 5:26
  - アルバム『イマジネーションズ・フロム・ジ・アザー・サイド』より。
3. パニッシュメント・ディヴァイン - Punishment Divine - 6:21
  - アルバム『ナイト・アット・ジ・オペラ』より。
4. バーズ・ソング - The Bard's Song (In the Forest) - 7:47
  - アルバム『サムホェア・ファー・ビヨンド』（1992年）より。
5. イマジネーションズ・フロム・ジ・アザー・サイド - Imaginations from the Other Side - 9:40
  - アルバム『イマジネーションズ・フロム・ジ・アザー・サイド』より。
6. ロスト・イン・ザ・トワイライト・ホール - Lost in the Twilight Hall - 7:09
  - アルバム『テイルズ・フロム・ザ・トワイライト・ワールド』より。
7. パースト・アンド・フューチャー・シークレット - A Past and Future Secret - 4:32
  - アルバム『イマジネーションズ・フロム・ジ・アザー・サイド』より。
8. タイム・スタンズ・スティル（アット・ジ・アイアン・ヒル） - Time Stands Still (At the Iron Hill) - 5:52
  - アルバム『ナイトフォール・イン・ミドル・アース』より。
9. ジャーニー・スルー・ザ・ダーク - Journey Through the Dark - 5:43
  - アルバム『サムホェア・ファー・ビヨンド』より。
10. ロード・オブ・ザ・リングス - Lord of the Rings - 4:34
  - アルバム『テイルズ・フロム・ザ・トワイライト・ワールド』より。
11. ミラー・ミラー - Mirror Mirror - 6:06
  - アルバム『ナイトフォール・イン・ミドル・アース』より。

## 参加ミュージシャン
- ハンズィ・キアシュ - ボーカル
- アンドレ・オルブリッチ - リードギター、バッキング・ボーカル
- マーカス・ズィーペン - リズムギター、バッキング・ボーカル
- トーマス ・"トーメン"・ スタッシュ - ドラムス

ゲスト・ミュージシャン
- オリヴァー・ホルツヴァルト - ベース、バッキング・ボーカル
- ミヒャエル・シューレン - キーボード、バッキング・ボーカル
- アレックス・ホルツヴァルト - ドラムス